# 윌리엄 클레이 포드 주니어
윌리엄 클레이 포드 주니어(William Clay Ford Jr., 1957년 5월 3일 ~) 또는 빌 포드(Bill Ford)는 미국의 경영인으로, 현재 포드 모터 컴퍼니의 회장(executive chairman)을 맡고 있다. 빌 포드는 포드 사의 창업자인 헨리 포드의 증손자이자 파이어스톤 사의 창업자인 하비 새뮤얼 파이어스톤의 외증손자로, 1988년에 포드 사 이사회에 참여하였고 1999년부터 이사회 회장을 맡고 있다. 그는 또한 포드 사의 사장, 최고경영자(CEO), 최고운영책임자(COO) 등을 역임한 바 있다.